# Taki (SoulCalibur)
Pour les articles homonymes, voir Taki.
Taki (タキ) est un personnage de la série de jeu de combat de Namco, Soul. Taki est une jeune femme japonaise surnommée la « chasseresse de démons » qui fait partie du clan de ninja Fū-Ma, qui a pour but de détruire l'épée démoniaque nommée « Soul Edge ». Taki apparaît la première fois en 1995 dans la version arcade de Soul Edge. Elle devient rapidement un personnage incontournable de la série jusqu'en 2012, où elle cède sa place à sa jeune disciple, Natsu. Taki apparaît également dans le crossover Namco x Capcom sorti en 2005.

## Conception
Taki est un personnage caractérisé par un style de combat rapproché, où elle excelle via sa vitesse et son agilité. Sa conception a débuté par la création de son arme. Au début du développement de Soul Edge, Taki a été conçue dans le même esprit de Yoshimitsu, armée d'une longue épée et portant une tenue confortable et d'un grand casque couvrant une partie de son visage.
Dans la version japonaise, Taki est d'abord doublée par Fujiko Takimoto, prêtant sa voix au personnage pour Soul Edge jusqu'à SoulCalibur III. Dans la suite des épisodes, c'est la seiyū Sachiko Kojima qui prend la relève. Dans la version anglaise, Desiree Goyette s'occupe du doublage de Taki dans SoulCalibur II et Cynthia Holloway pour les épisodes suivants.

## Histoire
Taki a été élevée par le clan Fū-Ma, un clan ninja mystique de l'époque Sengoku basé dans un village secret dans la province d'Ōmi et connecté au moine bouddhiste Tenkai. Taki a été adoptée après la mort de son frère et de ses parents d'une maladie inconnue. En tant que membre prodige du clan dans la confection d'équipement anti-démon et dans la lutte contre les démons, Taki devient une guerrière rigoureuse, considérée comme étant la plus talentueuse de tout le clan, forgeronne et espionne accomplie, connue pour ne pas montrer ses sentiments quand il s'agit de mener à bien sa mission tout en étant capable de prendre des décisions dans des moments importants.
Taki apparaît en 1995 dans Soul Edge, où l'histoire se déroule en 1584. Taki est alors âgée de 22 ans, elle s’aperçoit que sa lame magique Rekki-Maru (裂鬼丸), a été affaiblie par une épée démoniaque appelée Soul Edge. Elle décide de voyager pour retrouver et détruire la Soul Edge afin de sauver sa lame Rikki-Maru. Durant le prologue SoulCalibur, Taki est confrontée à son premier ennemi porteur de la Soul Edge, Cervantes de Leon, qu'elle combat avec succès, obtenant ainsi un fragment de l'épée brisée. Elle sauve par la même occasion la jeune guerrière Sophitia. Dans SoulCalibur Legends, dont l'histoire se déroule entre Soul Edge et SoulCalibur premier du nom, Taki est à la recherche des fragments de la Soul Edge, elle croise sur son chemin Geki et Maki, qui ont été transformés en monstres par Soul Edge. Dans cette lutte, elle reçoit le soutien du Saint-Empire Romain.
Dans SoulCalibur, Taki essaie de fusionner le fragment de la Soul Edge avec sa lame Rekki-Maru, mais sans succès. Mais elle parvient à fusionner le fragment avec son autre arme, son kodachi nommé Mekki-Maru (滅 鬼 丸), elle crée une nouvelle arme diabolique qu'elle cherche à affronter contre Soul Edge, espérant que les deux lames se détruiront mutuellement. Taki est ensuite contactée par son ancien maître et père adoptif Toki, qui lui annonce que l'ancien leader du clan Fū-Ma, Hachibei, a volé la Mekki-Maru et a fui le village, devenant un nikenin (ninja déserteur). Toki ordonne à Taki de traquer et de tuer Hachibei et sa fille Chie, une amie d'enfance, et de ramener la lame. Taki retrouve Hachibei rapidement, mais apprend l'obsession de Toki qu'il a pour les pouvoirs de la lame. Hachibei lui demande de ne pas laisser Toki s'emparer de Mekki-Maru et de le lui donner. Taki fait son rapport à Toki, lui indiquant de fausses informations, conduisant ses forces à poursuivre l'amant de Chie, Li Long, mais Geki, le bras droit de Toki, découvre la supercherie. Taki est alors bannie et devient à son tour une ninja qui déserte alors qu'elle tente de détruire Mekki-Maru.
Dans SoulCalibur II, sept années se sont écoulées depuis les évènements de Soul Edge. Après avoir entendu parler de la destruction de Soul Edge, elle essaie d'apprivoiser kodachi, mais découvre que Toki a obtenu plus de fragments de Soul Edge, elle décide de garder Soul Edge et Mekkimaru loin de lui. Dans SoulCalibur III, Taki revient au Japon et apprend qu'à cause de la folie de Toki, le clan Fū-Ma est entraîné dans un conflit interne. Contactant la faction rebelle au sein du clan, dirigée par son amie Chie, Taki fait face à Toki corrompu par Soul Edge, au sanctuaire souterrain du temple bouddhiste Hoko, où il absorbe les esprits d'Oni dans le sanctuaire. Taki finit par le tuer et Chie devient le nouveau chef du clan Fū-Ma, mais les esprits maléfiques qui habitaient Toki, s'échappent et voyagent vers l'ouest. Soul Edge étant recherchée, et que le pouvoir de l'épée maudite était assez faible pour permettre sa destruction, Taki entame un nouveau voyage pour l'anéantir.
Dans SoulCalibur IV, Taki est témoin du combat entre Siegfried (armé de la SoulCalibur) et Nightmare (armé de la Soul Edge), qui déclenchent un cataclysme, ce qui incite Taki à détruire les deux épées Soul.